# Climacoptera iraqensis
Climacoptera iraqensis là loài thực vật có hoa thuộc họ Dền. Loài này được Botsch. mô tả khoa học đầu tiên năm 1982.